# Louis Malleret
Pour les articles homonymes, voir Malleret.
Louis Malleret (Clermont-Ferrand, 28 novembre 1901 - Louveciennes, 16 mars 1970) est un professeur de lettres ancien de Normale Sup, docteur es-lettres, archéologue, directeur de l’École française d'Extrême-Orient de 1949 à 1956. Louis Malleret est également membre de l'Académie des sciences d'outre-mer.

## Biographie
Après une formation à l’École normale supérieure de Saint-Cloud, Louis Malleret exerce en tant que professeur de lettres à partir de 1922 en France.
Il demande à être détaché en Indochine et obtient un poste à Saïgon en 1929 .
Louis Malleret occupe le poste de professeur dans divers établissements d'enseignement de Saigon au Vietnam (jusqu'en 1943) tout en assumant parallèlement les postes suivants:
- Bibliothécaire à la Société des études indochinoises de 1930 à 1942 ;
- Secrétaire général de 1942 à 1948 ;
- Conservateur du musée Blanchard de La Brosse (musée d'Histoire du Viêt Nam) en 1935 ;
- Correspondant de l'École française d'Extrême-Orient (EFEO) en 1936, dont il devient membre permanent en 1943 avant de la diriger de 1949 à 1956.

## Son œuvre
Louis Malleret  laisse son nom attaché à de nombreux travaux archéologiques en Extrême-Orient, en particulier sur le delta du Mékong. La plus importante de ses découvertes reste celle du site d'Óc Eo, port de l'ancien Fou-nan. Ayant l’intuition d’avoir localisé une civilisation perdue, Malleret dirigera lui-même un important chantier de fouilles dont de nombreux objets exhumés alors enrichissent encore aujourd’hui le musée de Hô Chi Minh-Ville. Il trouvera là matière à présenter en 1949 une thèse pour le doctorat ès lettres d'État.

### Direction de l'EFEO
Louis Malleret est aussi chargé de l'administration de l'École française d'Extrême-Orient en l'absence du directeur (jusqu'en 1947).  Il devient le directeur titulaire en 1950 à Hanoï, poste qu’il occupe avec intelligence dans une période troublée. En effet, l'Ecole doit se retirer provisoirement du Vietnam en 1957 avec la guerre et du Cambodge en 1972 avec l'arrivée des khmers rouges.
De plus, le processus de décolonisation pousse l’École à modifier sa stratégie d’implantation.
Lorsqu'en 1950 le statut de l'Ecole Française de l'extrême orient change, il mènera à bien la politique de décentralisation voulue par les accords et fondera des centres de recherche au Viêt Nam, au Cambodge et au Laos.
Après les accords de Genève en 1954, Louis Malleret rejoint alors Saigon, puis rentre définitivement en France en 1957.

### Missions scientifiques
Durant toute sa carrière, Louis Malleret mène des activités scientifiques notamment des recherches dans différentes archives dans différents endroits (Paris, Angers, Lyon, Pondichéry, Saint-Denis de la Réunion...).
Louis Malleret se lance dans une mission de grande ampleur, le recensement général des pagodes, tombeaux de mandarins dans le sud Viêt-Nâm (Annam et Cochinchine), de ce fait, il identifie des sites préhistoriques et archéologiques du Delta du Mékong, dénombre environ 325 sites nouveaux. Ces identifications sont réalisées grâce à des missions d'exploration méthodiques, des missions d'exploration aérienne, de fouilles archéologiques.
Il réalise aussi des missions de  communications telles l'organisation d'expositions historiques à Saigon et la participation à des cycles de conférences sur des sujets indochinois.

### Ses apports
Outre l’archéologie, Louis Malleret a laissé des textes importants sur les idéologies et la présence des Européens depuis le XVIIe siècle en Indochine. Il publie en 1934 un livre sur l'exotisme indochinois dans la littérature française et rassemble une documentation sur Pierre Poivre, actif dans l'organisation du commerce des épices au XVIIIe siècle, qui aboutira à la publication posthume d'un ouvrage très bien documenté.

### Organisations
Louis Malleret est élu membre correspondant de la 5e section de l'Académie des sciences coloniales qui devient l'académie des sciences d'Outre-mer le 06/02/1948 avant d'en devenir membre libre le 22/10/1965.

## Distinctions
- Officier de la Légion d'honneur (30 décembre 1965[4])
- Officier de l'Instruction publique
- Commandeur de l'ordre royal du Cambodge
- Officier de l'Ordre national du Vietnam

## Publications
- L'exotisme indochinois dans la littérature française depuis 1860, Paris, Larose, 1934 ;
- Les anciennes fortifications et citadelles de Saigon, BSEI 4, p. 5-108, 1935 ;
- Charles Lemire ou la foi coloniale, BSEI 4, p. 5-98, 1936 ;
- Musée Blanchard de la Brosse  - Saïgon - Catalogue général des collections Tome I. Arts de la famille indienne, 1937, 249 pp. ; Tome II. Arts de la famille chinoise, 1938, 371 pp. Hanoï, Imprimerie d'Extrême-Orient.
- Une tentative ignorée d'établissement français en Indochine au XVIIIe siècle : les vues de l'amiral Destaing, BSEI 1, p. 31-100, 1941 ;
- Pour comprendre la sculpture bouddhique et brahmanique en Indochine, Saigon, Portail, 1942 ;
- (sous le pseudonyme d'André Gaudel), L'Indochine française en face du Japon, Paris, 1947 ;
- L'archéologie du delta du Mékong, Paris, EFEO (PEFEO, 43), 4 vol. (1959, 1960, 1962, 1963);
- Contribution à l'étude du thème des neuf divinités dans la sculpture du Cambodge et Champa, Arts asiatiques, 1964 ;
- Un manuscrit inédit de Pierre Poivre : les Mémoires d'un voyageur, texte reconstitué et annoté, Paris, EFEO, 1968 ;
- Pierre Poivre, Paris, EFEO, 1974.